# Paul-Gédéon Joly de Maïzeroy
Paul-Gédéon Joly de Maïzeroy, né le 10 janvier 1719 à Metz où il est mort le 7 février 1780, est un officier et théoricien militaire français.
Il est l'inventeur en 1770 du mot « stratégie », science du général.
Il fut reçu membre associé à l’Académie des inscriptions et belles-lettres en 1776.

## Biographie
Paul-Gédéon Joly de Maïzeroy naît à Metz le 10 janvier 1719. Engagé à 15 ans dans l’armée, très jeune il participe aux campagnes de Bohème et de Flandres avec le comte de Saxe et se conduit brillamment au siège de Namur et aux batailles de Raucoux et de Lawfeld. Il fait ensuite la guerre de Sept Ans avec le grade de lieutenant-colonel.
Il fut nommé brigadier des Armées peu avant sa mort. Paul-Gédéon Joly de Maïzeroy décéda le 7 février 1780.

## Son œuvre
Helléniste distingué, Joly de Maïzeroy créa le concept de stratégie en 1771 dans sa traduction des Institutions militaires de l’empereur byzantin Léon le Philosophe. Cette œuvre le fit recevoir membre associé à l’Académie des inscriptions et belles-lettres, en 1776. Il entretint des échanges épistolaires avec Frédéric II et d’autres personnalités de son temps. Il fut notamment l'adversaire de Jacques Antoine Hippolyte de Guibert (1744-1790).

## Publications
- Essais militaires, 1763
- Traité des stratagèmes permis à la guerre, 1765
- Cours de tactique théorique, pratique et historique, Nancy et Paris, 1766, 2 vol.
- Institutions militaires de l’empereur Léon le philosophe, Paris, 1771
- La tactique discutée et réduite à ses véritables principes, Paris, 1773, 4 vol.
- Mémoire sur les opinions qui partagent les militaires, suivi du traité des armes défensives, Paris, 1773
- Mémoire contenant des observations, desquelles on peut déduire une théorie de manœuvres. Deuxième mémoire sur les avantages de l’ordre profond dans les attaques de postes, Metz, 1776
- Théorie de la guerre, Lausanne, 1777
- Traité sur l’art des sièges et des machines des anciens, Paris, 1778
- Tableau général de la cavalerie grecque, composé de deux mémoires et d’une traduction du traité de Xénophon intitulé Le Commandant de la cavalerie, Paris, 1781.

## Sources
- Ressource relative à la recherche :   - La France savante
- Notice dans un dictionnaire ou une encyclopédie généraliste :   - Deutsche Biographie
- Notices d'autorité :   - VIAF
  - ISNI
  - BnF (données)
  - IdRef
  - LCCN
  - GND
  - Italie
  - Espagne
  - Belgique
  - Pays-Bas
  - Pologne
  - NUKAT
  - Tchéquie
  - Portugal
  - WorldCat